# IJslands voetbalelftal in 2014
Het IJslands voetbalelftal speelde in totaal negen interlands in het jaar 2014, waaronder vier wedstrijden in het kwalificatietoernooi voor het Europees kampioenschap voetbal 2016 in Frankrijk. De selectie stond onder leiding van bondscoach Lars Lagerbäck.
IJsland won van de negen gespeelde interlands er vier en verloor er vier, met een positief doelsaldo van +2 – het beste doelsaldo van IJsland in veertien jaar tijd. Onder Lagerbäck en co-trainer Hallgrímsson zette IJsland in het interlandjaar 2014 de positieve ontwikkeling door die het in 2012 en in 2013 was begonnen. De eerste twee interlands in 2014 werden verloren, maar daarna begon een ongeslagen reeks van vijf wedstrijden. Op 9 september 2014 startte IJsland aan het EK-kwalificatietoernooi met een thuiswedstrijd tegen Turkije, die met 3–0 werd gewonnen na doelpunten van Jón Böðvarsson, Gylfi Sigurðsson en Kolbeinn Sigþórsson. Een maand later werd Letland in Riga met dezelfde cijfers verslagen, waardoor IJsland de koppositie in de kwalificatiegroep overnam van het Tsjechisch voetbalelftal – en die vervolgens ook niet meer afstond. De 2–0 overwinning op Nederland op 13 oktober was het beste resultaat dat IJsland in 2014 boekte; de nederlaag in Tsjechië in november was de enige nederlaag die IJsland leed in het gehele kwalificatietoernooi. In september 2015 kwalificeerde het land zich voor haar eerste interlandtoernooi.
Door de resultaten van het nationaal elftal in 2014 steeg het op de FIFA-wereldranglijst van de 49ste (januari 2014) naar de 33ste plaats (december 2014). In oktober bezette IJsland de 28ste plaats; niet eerder kende het een positie in de mondiale top 30.

## Balans
| Wedstrijden | Wedstrijden | Wedstrijden | Wedstrijden | Doelpunten | Doelpunten | Doelpunten | Punten |
| Gespeeld    | Winst       | Gelijk      | Verlies     | Voor       | Tegen      | Saldo      | Punten |
| ----------- | ----------- | ----------- | ----------- | ---------- | ---------- | ---------- | ------ |
| 9           | 4           | 1           | 4           | 13         | 11         | +2         | 1.000  |

## Interlands
|                                                                 |         |                                        |        |                                                                                                  |
| 21 januari Vriendschappelijk № 414 «onderlinge duels» 17:00 uur | IJsland | 0 – 2                                  | Zweden | Mohammed Bin Zayidstadion, Abu Dhabi Toeschouwers: onbekend Scheidsrechter: Marai Al-Awaji (KSA) |
| 21 januari Vriendschappelijk № 414 «onderlinge duels» 17:00 uur |         | 33' Robin Quaison 63' Guillermo Molins |        | Mohammed Bin Zayidstadion, Abu Dhabi Toeschouwers: onbekend Scheidsrechter: Marai Al-Awaji (KSA) |

|                                                              |                                                 |       |                            |                                                                                    |
| 5 maart Vriendschappelijk № 415 «onderlinge duels» 17:00 uur | Wales                                           | 3 – 1 | IJsland                    | Cardiff City Stadium, Cardiff Toeschouwers: 13.219 Scheidsrechter: Eiko Saar (EST) |
| 5 maart Vriendschappelijk № 415 «onderlinge duels» 17:00 uur | James Collins 12' Sam Vokes 64' Gareth Bale 70' |       | 26' (e.d.) Adrian Williams | Cardiff City Stadium, Cardiff Toeschouwers: 13.219 Scheidsrechter: Eiko Saar (EST) |

|                                                             |                     |       |                         |                                                                                      |
| 30 mei Vriendschappelijk № 416 «onderlinge duels» 19:30 uur | Oostenrijk          | 1 – 1 | IJsland                 | Tivoli Stadion Tirol, Innsbruck Toeschouwers: 13.800 Scheidsrechter: Matej Jug (SLO) |
| 30 mei Vriendschappelijk № 416 «onderlinge duels» 19:30 uur | Marcel Sabitzer 28' |       | 47' Kolbeinn Sigþórsson | Tivoli Stadion Tirol, Innsbruck Toeschouwers: 13.800 Scheidsrechter: Matej Jug (SLO) |

|                                                             |                                |       |         |                                                                                    |
| 4 juni Vriendschappelijk № 417 «onderlinge duels» 20:15 uur | IJsland                        | 1 – 0 | Estland | Laugardalsvöllur, Reykjavík Toeschouwers: 5.079 Scheidsrechter: Jakob Kehlet (DEN) |
| 4 juni Vriendschappelijk № 417 «onderlinge duels» 20:15 uur | Kolbeinn Sigþórsson 53' (pen.) |       |         | Laugardalsvöllur, Reykjavík Toeschouwers: 5.079 Scheidsrechter: Jakob Kehlet (DEN) |

|                                                           |                                                                 |       |         |                                                                                  |
| 9 september Kwalificatie EK 2016 № 418 «onderlinge duels» | IJsland                                                         | 3 – 0 | Turkije | Laugardalsvöllur, Reykjavík Toeschouwers: 7.000 Scheidsrechter: Ivan Bebek (CRO) |
| 9 september Kwalificatie EK 2016 № 418 «onderlinge duels» | Jón Böðvarsson 18' Gylfi Sigurðsson 76' Kolbeinn Sigþórsson 77' |       |         | Laugardalsvöllur, Reykjavík Toeschouwers: 7.000 Scheidsrechter: Ivan Bebek (CRO) |

|                                                          |         |                                                             |         |                                                                                      |
| 10 oktober Kwalificatie EK 2016 № 419 «onderlinge duels» | Letland | 0 – 3                                                       | IJsland | Skonto Stadions, Riga Toeschouwers: 6.354 Scheidsrechter: Robert Schörgenhofer (AUT) |
| 10 oktober Kwalificatie EK 2016 № 419 «onderlinge duels» |         | 66' Gylfi Sigurðsson 77' Aron Gunnarsson 90' Rúrik Gíslason |         | Skonto Stadions, Riga Toeschouwers: 6.354 Scheidsrechter: Robert Schörgenhofer (AUT) |

|                                                          |                                                  |       |           |                                                                                       |
| 13 oktober Kwalificatie EK 2016 № 420 «onderlinge duels» | IJsland                                          | 2 – 0 | Nederland | Laugardalsvöllur, Reykjavík Toeschouwers: 10.000 Scheidsrechter: Carlos Velasco (ESP) |
| 13 oktober Kwalificatie EK 2016 № 420 «onderlinge duels» | Gylfi Sigurðsson 10' (pen.) Gylfi Sigurðsson 42' |       |           | Laugardalsvöllur, Reykjavík Toeschouwers: 10.000 Scheidsrechter: Carlos Velasco (ESP) |

|                                                      |                                                 |       |                      |                                                                               |
| 16 november EK-kwalificatie № 422 «onderlinge duels» | Tsjechië                                        | 2 – 1 | IJsland              | Doosan Arena, Plzeň Toeschouwers: 11.354 Scheidsrechter: Wolfgang Stark (GER) |
| 16 november EK-kwalificatie № 422 «onderlinge duels» | Pavel Kadeřábek 45+1' Jón Böðvarsson 61' (e.d.) |       | 9' Ragnar Sigurðsson | Doosan Arena, Plzeň Toeschouwers: 11.354 Scheidsrechter: Wolfgang Stark (GER) |

## FIFA-wereldranglijst
| JAN | FEB | MAR | APR | MEI | JUN | JUL | AUG | SEP | OKT | NOV | DEC |
| --- | --- | --- | --- | --- | --- | --- | --- | --- | --- | --- | --- |
| 49  | 48  | 52  | 58  | 58  | 52  | 47  | 46  | 34  | 28  | 33  | 33  |

## Statistieken
| Hannes Halldórsson      | 27.04.1984 | Sandnes Ulf          | 7 | 0 | 0 | 7 | 0  |
| Ögmundur Kristinsson    | 19.06.1989 | Randers FC           | 1 | 1 | 0 | 2 | 0  |
| Gunnleifur Gunnleifsson | 14.07.1975 | Breiðablik Kópavogur | 1 | 0 | 0 | 1 | 0  |
| Ingvar Jónsson          | 18.10.1989 | Stjarnan Garðabær    | 0 | 1 | 0 | 1 | 0  |
| Verdediging             |            |                      |   |   |   |   |    |
| Ragnar Sigurðsson       | 19.06.1986 | FK Krasnodar         | 7 | 1 | 1 | 8 | 1  |
| Birkir Sævarsson        | 11.11.1984 | SK Brann             | 3 | 2 | 0 | 5 | 0  |
| Hallgrímur Jónasson     | 04.05.1986 | Odense BK            | 3 | 1 | 0 | 4 | 0  |
| Sölvi Ottesen           | 18.02.1984 | FK Oeral             | 1 | 2 | 0 | 3 | 0  |
| Kristinn Jónsson        | 04.08.1990 | IF Brommapojkarna    | 0 | 2 | 0 | 2 | 0  |
| Hörður Magnússon        | 11.02.1993 | AC Cesena            | 1 | 0 | 0 | 1 | 0  |
| Haukur Sigurðsson       | 05.08.1987 | Valur Reykjavík      | 1 | 0 | 0 | 1 | 0  |
| Indriði Sigurðsson      | 12.10.1981 | Viking FK            | 1 | 0 | 0 | 1 | '0 |
| Hólmar Eyjólfsson       | 06.08.1990 | Rosenborg BK         | 0 | 1 | 0 | 1 | 0  |
| Sverrir Ingi Ingason    | 05.08.1993 | KSC Lokeren          | 0 | 1 | 0 | 1 | 0  |
| Middenveld              |            |                      |   |   |   |   |    |
| Aron Gunnarsson         | 22.04.1989 | Cardiff City         | 8 | 0 | 1 | 8 | 1  |
| Teddy Bjarnason         | 04.03.1987 | Randers FC           | 7 | 1 | 0 | 8 | 0  |
| Birkir Bjarnason        | 27.05.1988 | Pescara Calcio       | 6 | 2 | 0 | 8 | 0  |
| Emil Hallfreðsson       | 29.06.1984 | Hellas Verona        | 7 | 0 | 0 | 7 | 0  |
| Ari Skúlason            | 14.05.1987 | Odense BK            | 7 | 0 | 0 | 7 | 0  |
| Gylfi Sigurðsson        | 08.09.1989 | Swansea City         | 6 | 0 | 4 | 6 | 4  |
| Kári Árnason            | 13.10.1982 | Rotherham United     | 6 | 0 | 0 | 6 | 0  |
| Ólafur Skúlason         | 01.04.1983 | SV Zulte Waregem     | 1 | 3 | 0 | 4 | 0  |
| Helgi Daníelsson        | 13.07.1981 | Aarhus GF            | 1 | 2 | 0 | 3 | 0  |
| Steinþór Þorsteinsson   | 29.07.1985 | Viking FK            | 1 | 0 | 0 | 1 | 0  |
| Björn Sverrisson        | 29.05.1990 | Viking FK            | 0 | 2 | 0 | 2 | 0  |
| Halldór Björnsson       | 02.03.1987 | Falkenbergs FF       | 0 | 1 | 0 | 1 | 0  |
| Victor Pálsson          | 30.04.1991 | N.E.C.               | 0 | 1 | 0 | 1 | 0  |
| Guðmundur Kristjánsson  | 01.03.1989 | IK Start             | 0 | 1 | 0 | 1 | 0  |
| Guðmundur Þórarinsson   | 15.04.1992 | Sarpsborg 08 FF      | 0 | 1 | 0 | 1 | 0  |
| Aanval                  |            |                      |   |   |   |   |    |
| Kolbeinn Sigþórsson     | 14.03.1990 | AFC Ajax             | 7 | 0 | 3 | 7 | 3  |
| Jón Böðvarsson          | 25.05.1992 | Viking FK            | 5 | 2 | 2 | 7 | 2  |
| Rúrik Gíslason          | 25.02.1988 | FC Kopenhagen        | 3 | 4 | 1 | 7 | 1  |
| Alfreð Finnbogason      | 01.02.1989 | Real Sociedad        | 2 | 1 | 1 | 3 | 1  |
| Jóhann Guðmundsson      | 27.10.1990 | Charlton Athletic    | 2 | 1 | 0 | 3 | 0  |
| Viðar Kjartansson       | 11.03.1990 | Vålerenga IF         | 2 | 1 | 0 | 3 | 0  |
| Guðjón Baldvinsson      | 15.02.1986 | Halmstads BK         | 0 | 2 | 0 | 2 | 0  |
| Arnór Smárason          | 07.09.1988 | Helsingborgs IF      | 1 | 0 | 0 | 1 | 0  |
| Matthías Vilhjálmsson   | 30.01.1987 | IK Start             | 1 | 0 | 0 | 1 | 0  |